# میشل راتائو
میشل راتائو (انگلیسی: Michel Rateau; ۴ سپتامبر ۱۹۳۸ – ۱۶ اکتبر ۲۰۲۰) آهنگساز، و مربی موسیقی اهل فرانسه بود.
وی همچنین برندهٔ جوایزی همچون جایزه بزرگ رم شده‌است.